# Philipp Erer
Philipp Erer (* um 1490 in Heilbronn; † 29. November 1562 in Schwäbisch Hall) war deutscher Jurist. Er entstammte der Heilbronner Patrizierfamilie Erer und bekleidete hohe Positionen für verschiedene Herrschaften. Zur Zeit der Reformation war er hauptsächlich für katholisch gebliebene Herren tätig, stand aber zeitweilig auch in Diensten des reformatorisch gesinnten Herzogs Ulrich von Württemberg. Außerdem wirkte er mehrfach zu Gunsten seiner Vaterstadt Heilbronn, die während der Amtszeit seines Vaters, des Bürgermeisters Conrad Erer († 1539), noch altgläubig war, zu Lebzeiten Philipp Erers dann aber reformiert wurde.

## Leben
Er war der älteste Sohn des Heilbronner Bürgermeisters Conrad Erer und der Ursula Nagel. Am 5. Februar 1505 immatrikulierte er sich an der Artistenfakultät der Universität Köln, möglicherweise war er dorthin dem aus Heilbronn stammenden Domdekan Johann Mettelbach, einem Verwandten seiner Großmutter, gefolgt. 1508 wurde er Magister, 1511 wechselte er an die Universität Heidelberg und 1516 an die Universität Tübingen. Wo er seinen Abschluss als Doktor erlangte, ist unbekannt. 1520 war er Rat der österreichischen Regierung des Herzogtums Württemberg in Stuttgart. In dieser Tätigkeit wurde er insbesondere mit den Beziehungen zur Reichsstadt Heilbronn betraut, wo sein damals noch lebender Vater Conrad Bürgermeister war. 1523 bewarb sich Erer erfolglos um die freigewordene Stelle als Heilbronner Syndicus, unterlag in der Wahl des Rats aber Gregor von Nallingen. Im Folgejahr versuchte er erneut erfolglos, ein Amt in Heilbronn unter Beibehaltung seiner Position in Stuttgart zu besetzen. Von etwa 1527 bis 1530 war Erer Vogt in Kirchheim unter Teck, von 1532 bis 1534 war er Vogt in Stuttgart. Nachdem Herzog Ulrich zurückgekehrt und die österreichische Regierung Württembergs zusammengebrochen war, wandte sich Erer nach Heilbronn, wo er 1535 an einem Vertrag über Jagd- und Schäfereirechte zwischen den Herren von Gemmingen und den Grafen von Löwenstein beteiligt war. 1537/38 war er Kanzler des Speyrer Bischofs Philipp von Flersheim und am Abschluss eines Vertrags zwischen der Stadt Heilbronn und den im Zuge der Reformation aus Heilbronn vertriebenen Beginen beteiligt. Nach dem Tod seines Vaters 1539 gestattete ihm der Heilbronner Rat noch für drei Jahre Vergünstigungen aufgrund seines für die Stadt günstigen Wirkens. 1540 war Erer Kanzler in Ellwangen. Während er bis dahin als Gegner der Reformation aufgefallen war und im Dienst katholischer Herren stand, wechselte er 1542 wieder in württembergischen Dienst und zählte zu den Herzog Ulrichs Gesandten u. a. auf den Reichstagen in Speyer und Nürnberg 1542 sowie beim Treffen der Augsburger Konfessionsverwandten in Frankfurt am Main 1546. In jenem Jahr scheint er sein Heilbronner Bürgerrecht aufgegeben zu haben. Im Folgejahr trat Erer, der seinen Wohnsitz wohl inzwischen in Augsburg hatte, in Dienste des Markgrafen Ernst von Baden-Durlach. Zu jener Zeit half er, die drohende Belagerung der Reichsstadt Heilbronn durch spanische Truppen abzuwenden. 1551 war er weiterhin markgräflicher Rat, hatte seinen Wohnsitz jedoch in Hall. Bei der Stadtrechtsreform in Hall von 1552 durch den altgläubigen Kaiser wurden er und der Haller Syndicus Widmann ausdrücklich löblich erwähnt, so dass Erer in Hall wohl mindestens wieder konservative, wenn nicht gar katholische Standpunkte vertreten hatte. 1555 war Erer in Diensten der Grafen von Hohenlohe. Seinen letzten Wohnsitz hatte er in Waldenburg, wo er in der Kirche bestattet wurde und wo sich sein Grabdenkmal erhalten hat.

## Familie
Er war in erster Ehe mit einer spätestens 1555 verstorbenen Agnes verheiratet, über deren Herkunft nichts bekannt ist. Nach deren Tod heiratete er Katharina Egen († 9. Februar 1562), deren Grabmal von Sem Schlör sich in der Michaelskirche in Schwäbisch Hall befindet. Beide Ehen blieben kinderlos.